# Āyegān
Āyegān (persiska: آيگان) är en ort i Iran.   Den ligger i provinsen Alborz, i den norra delen av landet, 50 km nordväst om huvudstaden Teheran. Āyegān ligger 2 046 meter över havet och antalet invånare är 198.
Terrängen runt Āyegān är huvudsakligen bergig, men den allra närmaste omgivningen är kuperad. Āyegān ligger nere i en dal.Runt Āyegān är det mycket tätbefolkat, med 1 056 invånare per kvadratkilometer. Närmaste större samhälle är Āsārā, 6,8 km sydost om Āyegān. Trakten runt Āyegān består i huvudsak av gräsmarker.